# Coudé-Strahlengang

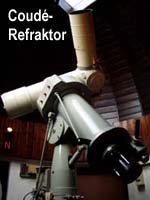
Coudé-Refraktor der Sternwarte Heilbronn

Der Coudé-Strahlengang (oft auch kurz als Coudé bezeichnet) ist ein Strahlengang in astronomischen Teleskopen, dessen Brennpunkt ortsfest in der Stundenachse der Montierung oder einem eigenen Coudéraum liegt. Zwei hochpräzise Planspiegel führen den Strahlengang zum sogenannten Coudé-Fokus. Dabei erfolgt kein Mitrotieren auf der Montierung wie beim Nasmyth-Teleskop und kein Rollen, und die Strahlungsaufnehmer haben einen gut fixierten Platz. Das Wort coudé bedeutet im Französischen „umgebogen“.
Ursprünglich ersonnen wurde das System für lange Linsenfernrohre, um die Beobachter in einem beheizten Raum nicht der Kälte auszusetzen. Mittlerweile ist es in verschiedenen Bauweisen vor allem an großen Spiegelteleskopen umgesetzt und bei Großteleskopen meist eine von drei wählbaren Fokus-Varianten (Primärfokus des Hauptspiegels, Cassegrain- und Coudé-Fokus). Bis zur Einführung schwerer azimutaler Montierungen mit belastbaren Nasmythplattformen und Glasfaseroptiken war es die einzige Möglichkeit, tonnenschwere und unbewegliche Spektrografen betreiben zu können, da man diese dann in einem eigenen Raum unterbringen konnte.
Der Strahlengang entspricht zunächst dem Nasmyth-System, wird dann aber mit einer Reihe von Spiegeln in einen ortsfesten Coudéraum transferiert. Dazu wird der Strahlengang entweder  kollimiert oder zumindest ein sehr langbrennweitiger Strahlengang erzeugt. Die dazu und für die Weiterleitung nötigen Zwischenoptiken und Spiegel führen allerdings zu merklichen Lichtverlusten, so dass Coudé-Strahlengänge nur dort benutzt werden, wo andere Lösungen wie die Lichtweiterleitung durch Glasfasern nicht möglich ist. Astronomische Interferometrie ist ein Einsatzgebiet für Coudé-Strahlengänge.